# Tōhoku (Aomori)
Tōhoku (東北町, Tōhoku-machi) és una vila del Japó al districte de Kamikita, a la prefectura d'Aomori. El 2003 es va estimar que la població era de 10.313 habitants, amb una densitat de 49,77 persones per km². L'àrea total de la ciutat és de 207,23 km².